# Гаторна (Ђенова)
Гаторна је насеље у Италији у округу Ђенова, региону Лигурија.
Према процени из 2011. у насељу је живело 672 становника. Насеље се налази на надморској висини од 181 м.